# ヤエヤマヒトツボクロ

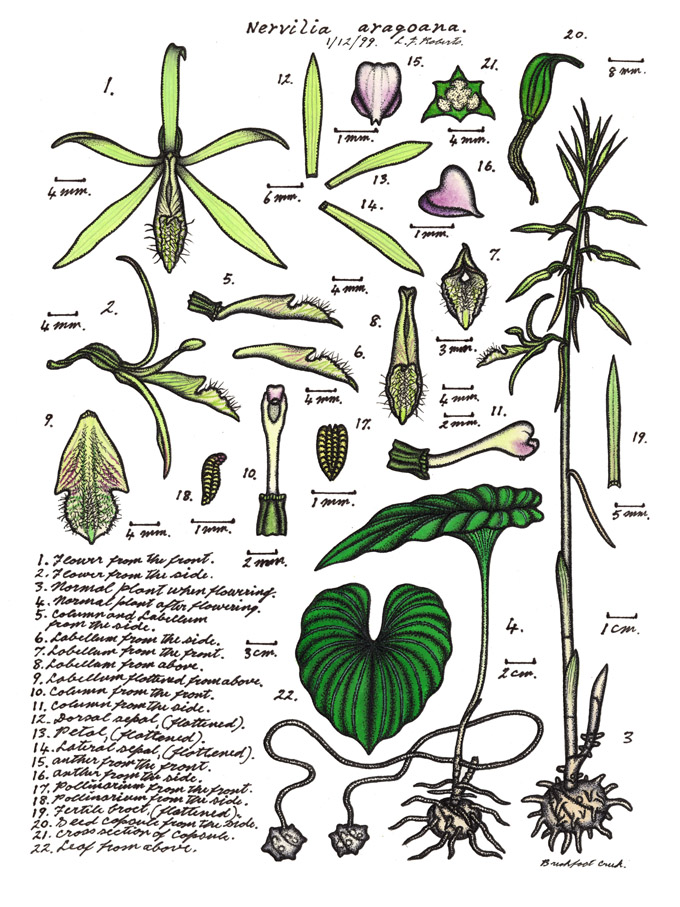
ルイス・ロバートによるアオイボクロの図

ヤエヤマヒトツボクロ（八重山一黒子、学名： Nervilia aragoana ）は、ラン科ムカゴサイシン属の地生の多年草。沖縄島以南の琉球列島から熱帯アジア、オーストラリア北部およびサモア諸島にかけて広く分布し、常緑広葉樹林の林床に自生する。
別名、アオイボクロ、ヤエヤマクマガイソウ、ヤエヤマヒトツバラン。

## 外部形態
地下に金平糖型の、周辺に突起を有する白色球状の球茎がある。花時に葉は無く、八重山諸島では6～7月頃に直立する花茎に淡緑色の花を総状につける。開花後に一枚だけ葉を伸ばし、直上する葉柄に丸い心型の葉身をつける。葉の基部（地下にある短い茎）から数本の地下茎を水平方向に長く伸ばし、先端に新球茎を形成する。球茎が成熟する頃に葉が黄変枯死し、開花・出芽時期まで球茎のみとなり一時的に休眠する。

## 生態
栄養繁殖により小群落を形成する。比較的開けた人里近い平地の林床で見られることも含め、自生状態はクマガイソウの群落によく似た印象がある。そのため植物体自体にはクマガイソウとほとんど類似点が無いにもかかわらず、ヤエヤマクマガイソウという別名がある。
一つの花は2日程度でしぼむ。一般にムカゴサイシン属は昆虫などによって受粉されなければ結実しないが、本種は開花後に自家結実がみられる。
しかし、それを否定する報告
もあり、個体群によって性質が異なることも考えられる。
開花後の蒴果の成熟は早く、交配後25日前後で蒴果が完熟裂開する。1蒴果あたりの種子量はラン科としては少ない。種皮は薄く半透明、胚は小さく未熟で、消毒薬に浸漬すると短時間で死滅する。無菌播種による発芽報告はあるが、培養に好適な培地組成が確立されておらず開花株まで育成した例は報告されていない。

## 栽培
琉球列島では冬緑性の生活史を有し、落葉が5月頃、開花が6～7月、新葉が出芽しはじめるのが7月頃で、9月頃に展葉が完了して翌春まで生育を続ける。しかし栽培下では同一個体から分球した球茎を同一の鉢で育成しても出芽時期に1か月以上のばらつきが生じることがしばしばあり、生育が揃わない。時には展葉個体と開花個体が同時に出現するなど、自然状態では見られない状況が出現することもある。
ただし実際には生育に不適当な時期に出芽した個体は新球茎を形成できずに淘汰され、長期的に見ると生育好適期にほぼ同時に生長する状態になっていることが多い。日本本土での栽培においては、淘汰される時期が自生地と異なっていたため生育期がずれていき、夏が主生長期になってしまった例もある。
いずれにせよ休眠期間が短く、一年の大半において何らかの器官が生長を続けているため、実質的には周年生長型の植物として管理する必要がある。特に国内野生個体では冬緑性の生活史を有するため、冬期の積算温度が不足すると、植物体は健全に保たれていても新球茎が正常に発達せず個体維持ができない。短期間の温度低下には耐えるが、目安としては秋から春にかけて平均25℃以上を維持しないと安定した増殖は難しい。分布北限の沖縄島でも、自然気温下では開花株まで成熟することは困難である。

## 保全状況評価
絶滅危惧II類 (VU)（環境省レッドリスト）
（2012年環境省レッドリスト）

## ギャラリー
- 萼片と側花弁は黄緑色。
- 花後に生じる葉。